# سد مروک
سد مخزنی مروک در استان لرستان و به فاصله ۳۷ کیلومتری شمال شهرستان دورود قرار دارد و بین روستای گوشه دواریجان و مروک(دورود) در حوزه شهرستان دورود است.

## مشخصات کلی
1. محل اجراء: شهرستان دورود- روستای مروک
2. نام رودخانه و حوضه آبریز: تیره – دز
3. نوع سد: سنگریزه ای با هسته رسی

۴- ارتفاع سد (متر): ۶۷ متر از کف رودخانه
۵- طول تاج (متر): ۴۵۱
۶- حجم مخزن (M.C.M): ۱۲۰
۷- حجم تنظیم آب (M.C.M): ۶۰
۸- سطح شبکه (هکتار): ۵۹۰۰
۹- سال شروع: ۱۳۸۲
۱۰- پیشرفت فیزیکی ساختمان سد (درصد): ۱۰۰
۱۱- پیشرفت فیزیکی شبکه (درصد): ۴۵

## اهداف طرح
اهداف اصلی:
۱-قابلیت ذخیره‌سازی تا حدود ۱۲۰ میلیون متر مکعب در سال از آب تیره رود
۲- تأمین نیاز آبی اراضی توسعه کشاورزی پایاب سد در حدود ۵۰ میلیون مترمکعب در دشت سیلاخور (منطقه۷)به وسعت ۵۵۰۰ هکتار
1. تأمین حق آبه‌های اراضی موجود
2. کنترل سیلاب

عملیات اجرایی سد در سال ۱۳۸۲ آغاز شده و در سال ۹۴ خاتمه یافته‌است.
اعتبار مصوب سال ۸۹، ۱۳۵۷۲۶ و مصوب ۹۰ آن ۱۴۰۰۰۰ میلیون ریال می‌باشد.
| مقدار | واحد   | مشخصه                   |
| ----- | ------ | ----------------------- |
| ۱۶۱۷  | masl   | رقوم نرمال              |
| ۶۲    | m      | ارتفاع نرمال            |
| ۱۲۰   | mcm    | حجم نرمال               |
| ۱۵۶۴  | masl   | رقوم حداقل بهره‌برداری   |
| ۶     | m      | ارتفاع حداقل بهره‌برداری |
| ۵۴۰۰  | hectar | سطح زیر کشت             |
| ۴۷    | mcm    | حجم تنظیم               |
| ۱۴۵۰  | Cmps   | حجم سرریز               |

## منابع

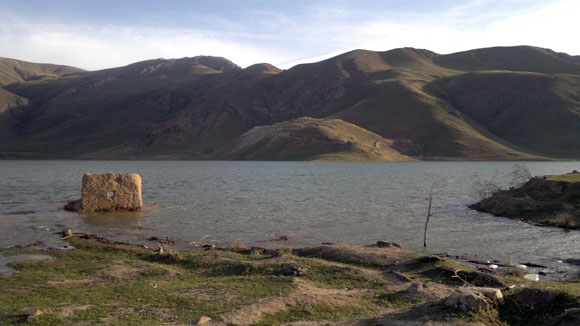
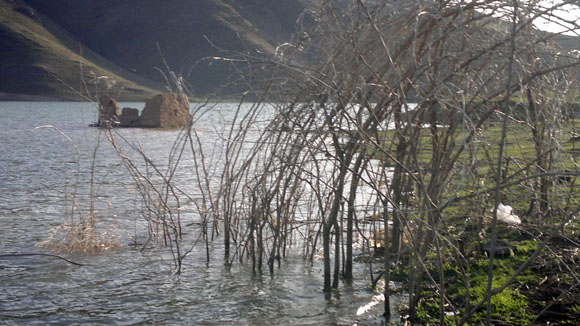
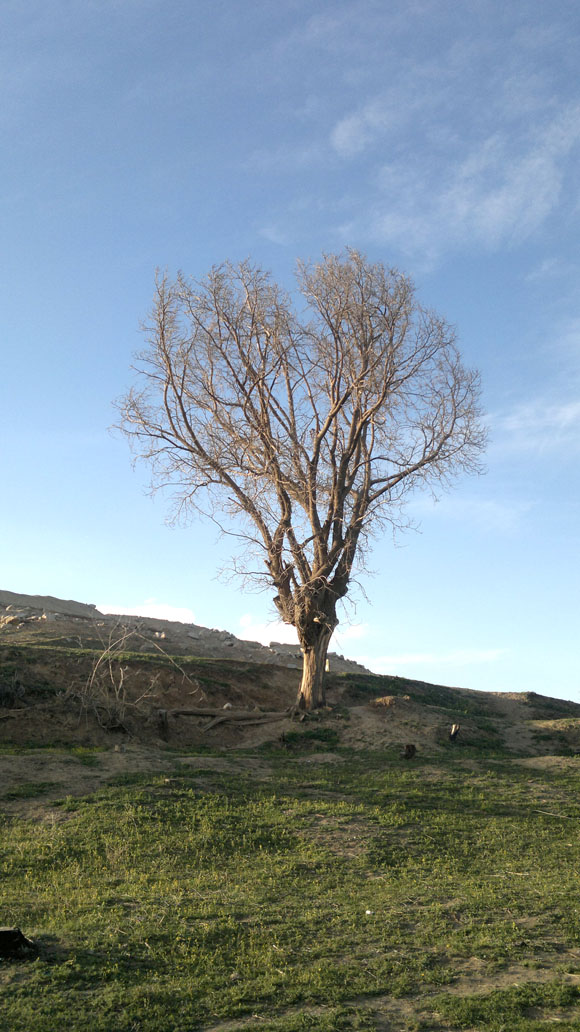